# RER de l'Illa de França
L'RER de l'Illa de França (en francès réseau express régional d'Île-de-France), més conegut simplement com a RER, és una de les dues xarxes ferroviàries de transport públic de la ciutat París (França) i la seva àrea metropolitana. Té un total de 587 km de vies, de les quals 76,5 km són soterrades, situades principalment a París intramurs. Per raons històriques una part de l'RER és operada per l'empresa RATP mentre que la resta forma part de la xarxa de SNCF. L'RER, que està format per cinc línies que travessen París, amb 257 estaciones i és freqüentat per 2,7 milions de viatgers al dia.
L'RER ha estat constituït, essencialment, entre 1962 i 1979 amb perllongacions a París i interconnectant línies purament suburbanes però que tenien la seva terminal a petites estacions parisenques avui dedicades a altres usos (Orsay, Invalides) o clausurades (la Bastille).
Alguns ramals de línies dels afores han estat desviades de les grans estacions parisenques on tenien la seva terminal per ser integrades dins de l'RER:
- Nanterre ↔ Saint-Germain-en-Laye, cap als afores de Paris-Saint-Lazare;
- Viroflay - Rive Gauche ↔ La Verrière, desviada de Paris-Montparnasse cap a Invalides;
- Gennevilliers ↔ Ermont - Eaubonne, desviada de Paris-Nord cap a Invalides ;
- Pantin ↔ Tournan et Noisy-le-Sec ↔ Chelles - Gournay, desviada de Paris-Est cap a Magenta i Haussmann - Saint-Lazare.

Enfin, d'autres branches ont été intégrées dans le RER par le biais de gares souterraines attenantes aux grandes gares que, par ailleurs, elles soulagent en termes de circulations :
Finalment, altres ramals han estat integrats a l'RER a través d'estacions subterrànies adjacents a les grans estacions alleujerant les seves circulacions:
- Paris-Austerlitz (Línia C) ;
- Paris-Nord (Línies B i D) ;
- Paris-Lyon (Línia D).

Les línies ferroviàries dels afores que no han estat modificades (línies H, J, K, L, N, P, R, U) són administrades per la SNCF dins la xarxa Transilien.

## Descripció

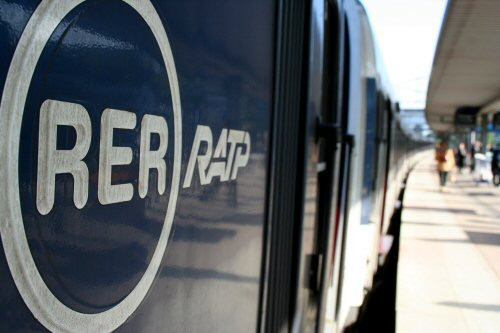
Logotip de l'RER RATP en un tren MI 84 de la Línia A

L'RER és un mitjà de transport ferroviari híbrid que consisteix en la integració de línies dels afores preexistents amb una xarxa subterrània. El conjunt de la xarxa és explotada amb serveis freqüents i cadenciats. Es tracta d'assegurar en hores baixes un servei cada deu minuts o quart d'hora en una zona de 15 a 20 quilòmetres aproximadament i cada vint minuts o mitja hora en la de 40 a 50 quilòmetres aproximadament al voltant de París. Aquestes freqüències són normalment augmentades en hores punta. A París intramurs, l'RER és utilitzat com una xarxa exprés oferint múltiples correspondències amb el metro. L'essència de la part central de l'RER ha estat fruit d'un esforç massiu d'enginyeria civil i de finançament entre 1962 i 1977, data oficial de la inauguració de la xarxa. Comprèn estacions més profundes i més espaioses que les del metro.
El 2008, el Rer comptava amb cinc línies: A, B, C, D i E. Amb 257 estacions en 587 quilòmetres de via, del qual 76,5 quilòmetres són subterrànis, aquests últims principalment a la part central. Dins de París, hi ha 33 estacions. La xarxa de l'RER continua encara la seva expansió; la línia E va ser l'última a inaugurar-se, el 1999.
A conseqüència del seu aspecte híbrid, el RER presenta la particularitat de ser explotat parcialment per la RATP i la SNCF. Es designa sota el nom d'«interconnexió» els punts on el tren passa d'un explotador a un altre. Xarxes que prenen el mateix concepte existeixen o que són en projecte en altres regions: regió de Brussel·les, o regions properes a grans ciutats suïsses (S-Bahn en alemany).

## Història

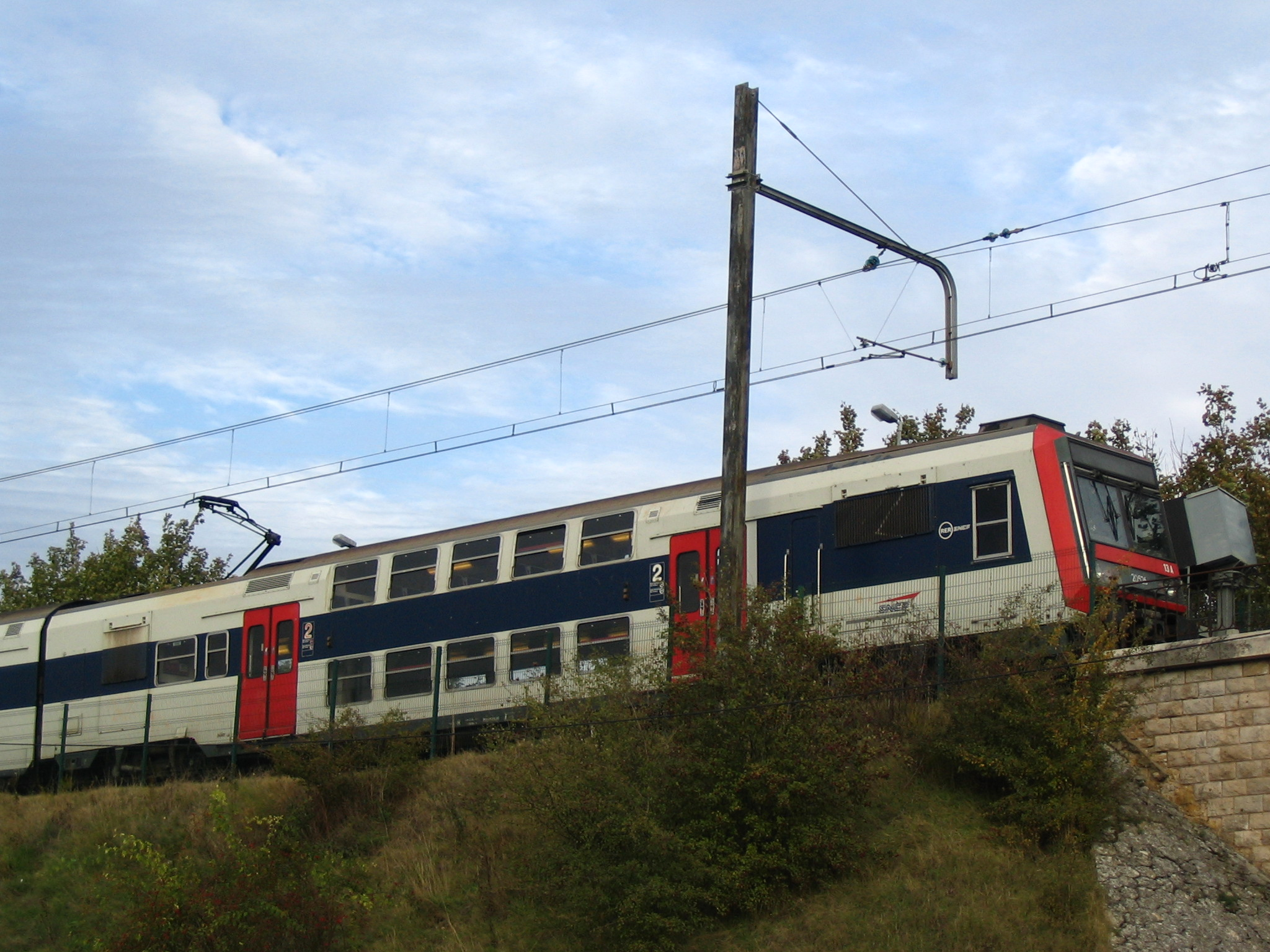
Un tren Z 20500 de la Línia C

### Els orígens
L'RER de l'Illa de França va néixer d'una doble problemàtica, des dels començaments del segle XX: enllaçar entre elles les diferents estacions parisenques, i simplificar els intercanvis pendulars París-afores suprimint les ruptures de càrrega a les estacions.
Els orígens de l'RER es remunten al pla de Ruhlmann-Langewin del 1936 de la CMP (Compagnie du chemin de fer métropolitain de Paris) per a la construcció d'un metro exprés regional de gran gàlib. El primer acte concret, la línia de Sceaux és retrocedida a la CMP per la Po (Compagnie du chemin de fer de Paris à Orléans) el 1938 després d'una important modernització (electrificació, il·luminació, andanes més altes...) mentre que la resta de la xarxa francesa de gran gàlib va ser nacionalitzada amb la creació d'SNCF.
Aquest pla va ressorgir després de la postguerra pel successor de la CMP, la RATP, durant la dècada de 1950. El 1960, un comitè interministerial comença la construcció d'una línia ferroviària est-oest. Sent l'originària de la idea, RATP va ser l'encarregada d'explotar la nova línia per a la qual, en vista de la seva constitució, la SNCF li va cedir dues línies que explotava: la línia de Paris a Saint-Germain-en-Laye a l'oest i la línia de Vincennes a l'est.

### El pla director de 1965
Va caldre esperar a l'esquema director de la regió de l'Illa de França (SDAURP) de 1965, perquè una verdadera xarxa regional sigui imaginada. El SDAURP va preveure tres línies principals, un total de 260 quilòmetres de línies.
Concebuda sota l'autoritat de Paul Delouvrier, es va definir la xarxa exprés regional com un «mitjà de transport d'alta capacitat, el metro regional ha de drenar necessàriament els principals centres d'ús. Les línies proposades convergeixen cap a París i la travessen. Si aquestes línies són dibuixades d'un extrem a l'altre de la futura aglomeració, és per permetre llargs desplaçaments, que continuaran sent poc nombrosos, com per suprimir les ruptures de càrrega: per exemple la transversal de St-Germain a Boissy-St-Léger que jugarà realment el paper de dues línies (St-Germain - Vincennes, Boissy-St- Léger - La Défense). Fora de París, les línies segueixen els eixos d'urbanització previstes pel pla director, travessant els nous centres urbans o portant-hi. Les correspondències entre aquestes línies podran assegurar les relacions al llarg de les dues direccions principals de població, de Pontoise a Mitry-Mory i de Trappes a Melun.».

### La creació de la xarxa
La construcció de la primera línia est-oest es va obrir el 6 de juliol 1961 per Robert Buron, ministre de Treball públic i de Transport, al pont de Neuilly. L'expansió ràpida del nou barri de negocis de la Défense va prioritzar la secció occidental del nou model ferroviari. La primera estació que es va obrir l'any 1969 - i el nom de RER - va ser Nation a la secció oriental. Aquesta nova estació completament subterrània es va fer provisionalment la terminal de l'antiga línia de Vincennes, limitada a Boissy-Saint-Léger. Algunes setmanes més tard es va obrir la secció occidental, molt esperada, entre Étoile i la Défense. Aquesta senzilla llançadora inicial va ser en principi perllongada cap a l'est fins a la nova estació Auber el 23 de novembre de 1971, després cap a l'oest l'1 d'octubre de 1972 fins a Saint-Germain-en-Laye per la seva connexió a Nanterre a l'antiga línia de Paris a Saint-Germain-en-Laye.
La unió entre les dues seccions, occidental i oriental, va ser realitzada el 9 de desembre 1977 amb l'obertura de l'estació de correspondència Châtelet-les-Halles, que va ser perllongada per la línia de Sceaux a partir de Luxembourg, estació situada a la riba esquerra, creant així un embrió del metro regional projectat. I en aquesta data també es va començar a utilitzar públicament el nom de les línies A i B, que ja era utilitzat oficiosament de forma interna per la RATP. Durant aquesta primera fase, sis estacions completament subterrànies van ser creades.

### El finançament
Dos aspectes de la progressió de l'RER durant els anys 1960 i 70 són particularment destacables. El primer va ser la despesa global de l'empresa. Per exemple, dos mil milions de francs es van concedir al projecte en l'únic pressupost de 1973. Que correspon a 1,37 mil milions d'euros.
Aquesta despesa s'explica en part pel pagament transport, un impost lleuger assentat sobre la massa salarial de les empreses de la regió que aprofiten l'enorme mercat laboral. Aquest impost es va crear per una llei el juny de 1971 i ha constituït una font permanent d'ingressos per a la inversió de transport a l'Illa de França.

### Actualment
Quaranta anys després, la xarxa de RER està quasi acabada, no sense haver sofert algunes modificacions respecte al projecte inicial. El 2007, de les grans estacions de SNCF parisenques, l'estació de Paris-Montparnasse és l'única que no enllaça amb una línia de RER; tanmateix, la línia de TGV que hi arriba és interconnectada més amunt al nus de Massy - Palaiseau i una part important del trànsit drenat a l'origen per l'estació Montparnasse és desviat cap al línia C.
De fet avui es tracta essencialment de línies SNCF. En una primera fase, l'Estat ha transferit l'explotació de línies SNCF a la RATP (línia de Sceaux, línia de Saint-Germain-en-Laye, línia de Boissy-Saint-Léger), després, en una segona fase, la SNCF ha conservat l'explotació de les línies restants enllaçant-les amb la xarxa exprés. Només el tros central de la línia A La Défense-Vincennes), són extensións entre Vincennes i Marne la Vallée i el tros central de la línia B (Gare du Nord - Châtelet - Denfert-Rochereau) han estat construïts per la RATP.
Això explica que els trens de l'RER circulin per l'esquerra, com és a gairebé a tota la xarxa de SNCF, mentre que al Metro de parís circulen a la dreta.
Un altre aspecte interessant és la relació entre e l'RER i el metro. L'eix de la línia A havia estat escollit primitivament per descarregar la línia 1 del metro entre les estacions Charles de Gaulle - Étoile i Nation. Tanmateix sent la nova línia de RER molt més ràpida i donant servei als afores, va atreure molt de pressa tants viatgers que va disminuir la saturació. Tot i que és en menor mesura, hi hagué un fenomen similar entre Châtelet - Les Halles et Gare du Nord de la línia 4 del metro.

## Les línies de l'RER de l'Illa de França
Les cinc línies de la xarxa sumen un total de 587 km de vies, dels quals 60 quilòmetres són soterrats (principalment en la seva part central). Hi ha un total de 257 estacions, de les quals 33 a la ciutat de París.

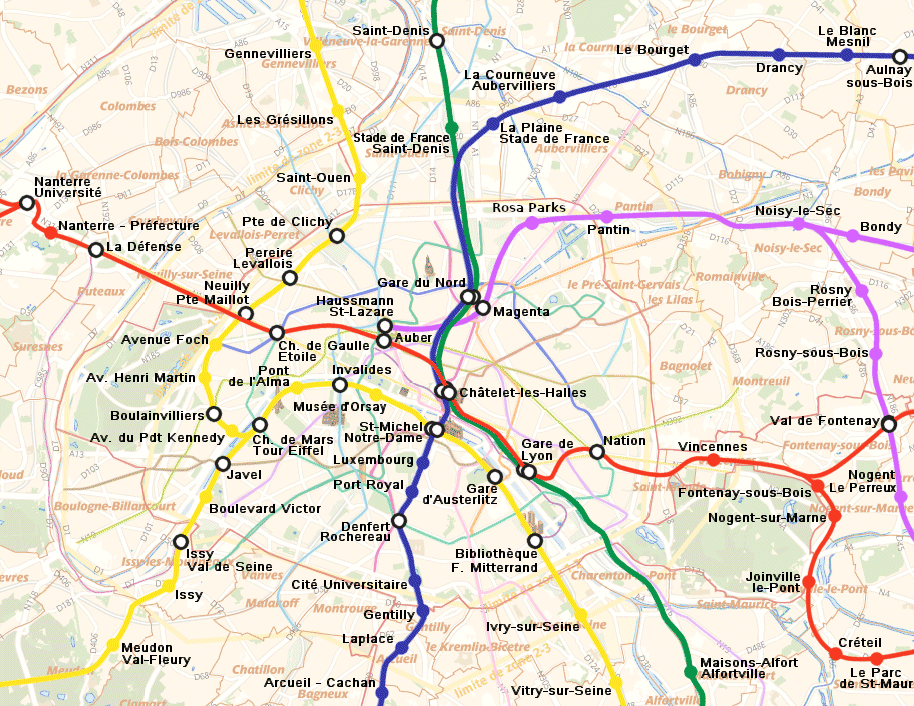
Zona central de la xarxa de RER en escala geogràficament exacta

| Línia   | Color   | Any de mise en servei | Nombre d'estacions | Longitud | Distància mitjana entre 2 estacions | Operadora   |
| ------- | ------- | --------------------- | ------------------ | -------- | ----------------------------------- | ----------- |
| Línia A | vermell | 1969                  | 46                 | 109 km   | 2.359 m                             | RATP / SNCF |
| Línia B | blau    | 1977                  | 47                 | 80 km    | 1.702 m                             | RATP / SNCF |
| Línia C | groc    | 1979                  | 84                 | 186 km   | 2.158 m                             | SNCF        |
| Línia D | verd    | 1987                  | 59                 | 160 km   | 2.700 m                             | SNCF        |
| Línia E | magenta | 1999                  | 21                 | 52 km    | 2.490 m                             | SNCF        |

## El futur
Les quatre línies inicials (A, B, C i D) estan actualment acabades. L'altra línia, l'E, té dos perllongaments programats, un cap a l'oest i un altre cap a l'est (ramal de Meaux).

### L'acabament de la línia E
Prevista per enllaçar les afores est i oest per tal de desembussar la línia A fortament saturada, la línia E ha quedat després del seu acabament l'any 1999 com una simple extensió dins de París de la línia París-Est. El ramal E2 està explotat amb terminal a Chelles
Hi ha diversos projectes per a la prolongació cap a l'oest:
- Un túnel curt entre Haussmann - Saint-Lazare i les vies de la línia Saint-Lazare a Pont-Cardinet,
- Un túnel de 10 km entre Haussmann - Saint-Lazare i La Défense via Pereire - Levallois o Neuilly - Porte Maillot, proposat per EPAD.

L'opció del túnel més llarg via Neuilly - Porte Maillot sembla l'opció amb la que es treballa i que es podria posar en funcionament l'any 2017 o 2018 si les obres comencen l'any 2013.
El perllongament del ramal E2 més enllà de Chelles cap Meaux podria ser factible a partir de l'any 2018.

### Desdoblament del túnel Châtelet - Gare du Nord
El túnel Châtelet - Gare du Nord entre la línia D i la B és un dels punts que bloqueja l'evolució del trànsit d'aquestes dues línies, sent amb 3 km la més carregada d'Europa (en hora punta, 32 trens/hora, la seva capacitat màxima és de 36 trens/hora).
Des del 1995 amb la posada en marxa de la línia D, la fiabilitat de la línia B s'ha deteriorat. La realització d'aquest nou túnel, del qual el cost és considerat a 500 milions d'euros, permetria dissociar l'explotació de les dues línies B i D i millorar així la regularitat i les freqüències de cadascuna d'elles. Aquest nou túnel podria servir per a la creació d'una nova estació a Gare du Nord amb destinació nord.

### Proposta d'una futura línia F
Una nova línia, anomenada F, va ser proposada ja pel pla director de 1965, però que mai ha estat construïda per diferents raons:
- al principi, les revisions del projecte de l'RER inicial han preferit el traçat actual de la línia B com a línia nord-sud;
- i una línia de substitució va ser creada per efectuar la unió de les antigues línies del metro 13 i 14 per una nova relació Saint-Lazare a Invalides.

El 2005, la nova línia 13 ja estava saturada, la qual cosa condueix a considerar la necessitat d'una connexió amb trens de gran gàlib entre Saint-Lazare i Montparnasse. La seva realització, encara que programada a l'Esquema Director Regional de 1994, no apareix al contracte programa 2000-2006, i es queda en l'estat de projecte.
En el projecte inicial, aquesta línia F havia de connectar Argenteuil i Rambouillet utilitzant les vies existents de les xarxes Saint-Lazare i Montparnasse. Un nou túnel hauria estat perforat entre aquestes 2 estacions, i un nou hall d'estació als Invalides hauria de ser creat.
Davant els defectes del traçat inicial (cost del tros central, servei en bucle als afores oest i sud-oest), un traçat alternatiu ha estat proposat integrant l'actual línia E a una gran transversal nord-est/sud-oest.
El març de 2009, la Federació nacional dels treballs públics ha inclòs la « 6a línia RER ESOPE entre Saint-Lazare i Montparnasse» en la seva proposició de «10.000 projectes per rebotar la crisi». Aquesta línia implicaria una estació intermediària a Invalides. Milloraria considerablement l'accés a l'estació Montparnasse que continua sent actualment un dels punts negres dels transports públic a l'Illa de França. Gràcia sobretot a la correspondència amb la Línia E a Haussmann - Saint-Lazare, els viatgers disposarien d'un accés ràpid, d'una part a la zona de negocis de la Défense i un accés directe a l'est de París.
Ara per ara, la realització de la línia F no està planificada.

## Material rodant
El parc de trens de l'RER està format per trens d'un o dos nivells i d'edat variable, des de 1967 a 2005. El material que roda del Rer és constituït d'un parc heteròclit a un o dos nivells i d'edat variable, datant de 1967 a 2005. Es reparteix actualment en tres categories: el material RATP que és utilitzat exclusivament a la línia A, el material d'interconnexió, utilitzat a les línies A i B, i el material exclusivament de SNCF utilitzat a les línies C, D i E.
Els trens més antics que circulent són els Z 23000, més correntment designat com «automotors Z», per la línia de Sceaux, convertida en línia B el 1977. Lliurades a partir de 1937, van ser totalment reformats el 1987. El material RATP MS 61 es va posar en servei per a la línia A als anys 1960 i és declinat en diverses sèries successives a partir de 1967. No pot circular per les línies de SNCF electrificades en 25.000 volts, el que requereix la posada a punt d'un material apte per circular sota les dues tensions i les dues xarxes per a les necessitats de la interconnexió de les dues xarxes. El material d'interconnexió MI 79 és lliurat a partir de 1980. Equipa la línia B i permet la interconnexió Nord-Sud, mentre que una versió tècnicament simplificada, el MI 84, funciona des del 1985 per al servei de les branques de Cergy el 1988, després Poissy el 1989, de la línia A.
La línia C és integrada a l'RER el 1980 i és en aquesta època que entren els Z 5300 sota 1500 volts. Aquestes últimes han desaparegut de la línia el 2003. Les primeres automotores a dos nivells monocorrent Z 5600 funcionen a la línia a partir de 1984. La creació de la línia D el 1987, i el servei de la VMI, branca nord-oest de la línia C, el 1988, requereix la posada a punt d'un material a dos nivells bicorrent: els Z 8800 des del 1985. Un nou material bicorrent i a dos nivells més modern, els Z 20500, es van posar en servei a les línies C i D el 1988. El Z 20900, completa el parc de la línia C a partir de 2001.
La saturació de la línia A va provocar la creació d'un nou tipus d'automotores a dos nivells, amb més capacitat. Però els materials a dos nivell existents, a només dues portes per cara, no permeten intercanvis de viatgers tant ràpids. Aquest nou material, el MI 2N, implica tres portes per cara. La versió Altéo equipa la línia A a partir de 1996, mentre que una versió lleugerament diferent, el Z 22500, equipa la nova línia E, oberta el 1999.

## Impacte socioeconòmic
L'impacte social i econòmic de l'RER és difícil d'estimar. Els temps de recorregut, particularment sobre els eixos est-oest i nord-sud, han estat reduïts de forma important. Gràcies a l'estació central de correspondència de Châtelet - Les Halles, fins i tot els viatges en diagonal d'una línia a l'altre són més ràpids que amb les correspondències anteriors via la xarxa del metro. Per això, la xarxa ha trobat un extraordinari èxit popular des de la seva obertura.
Aquest èxit té un revés, ja que les línies A i B han estat ràpidament saturades, excedint de lluny totes les esperances de trànsit: fins a 55.000 viatgers per hora i per sentit a la línia A, la més saturada. Malgrat les freqüències de servei properes als dos minuts en el tros central de la línia A, tot i la instal·lació d'un nou sistema de senyalització el 1989 i la introducció parcial de trens a dos nivells (MI2N) des de 1998, la línia A resta particularment saturada a les hores punta.
Mentre que el metro així com els transports de superfície sofreixen igualment d'una relativa saturació actualment (i són significativament més lents), l'aportació de l'RER a l'economia de la regió Illa de França no pot ser discutit.

## Un xarxa sense alè
Des del començament dels anys 2000, les dues línies principals (A i B) estan saturades, i el seu funcionament (per exemple, a través de la taxa de puntualitat) es degrada any rere any. La regió de l'Illa de França i l'Estat, ambdós socis del finançament de les infraestructures, es retornen la pilota de la deixadesa i subinversions recurrents durant els dos últims decennis.

## RER en la cultura
L'RER ha inspirat l'escriptor François Maspero que en Les Passagers du Roissy-Express explora una a una les ciutats travessades per la línia B. Dans Journal du dehors, Annie Ernaux anota les seves impressions de passatgera de la línia A Paris-Cergy.
La xarxa, emblemàtica dels afores parisenques, ha inspirat diversos realitzadors de cinema. Diverses pel·lícules l'integren dins del seu guió, Subway, Buffet froid, Ceux qui restent, Paris vu par..., Le Samouraï, i és clar RER, la pel·lícula epònima. Més àmpliament, la pel·lícula Elle court, elle court la banlieue evoca des dels anys 1970 la condició d'habitant dels afores, passant nombroses hores de la seva vida en trens suburbans per als seus trajectes quotidians.
La cançó s'ha inspirat igualment en l'univers de l'RER, el dels habitants dels afores rebutjats en els confins de l'aglomeració parisenca i condemnats a aquest univers diari rutinari, obac i limitat entre grisalla i grafits. Es pot citar perdue dans le RER cançó del grup rock La Souris déglinguée, extreu de l'àlbum Tambour et Soleil del 1995, la cançó i l'àlbum Châtelet les Halles de Florent Pagny del 2001 del qual el nom il·lustra el cor fins i tot de la xarxa, o més recentment, el rapper Kohndo, amb la cançó RER al seu àlbum Deux pieds sur terre del 2006. Nombroses altres cançons ho evoquen d'altra banda en les seves paraules, com a Thomas Dutronc en J'aime plus Paris, cançó de l'àlbum Comme un manouche sans guitare sortit el 2007. El 1991, Les Inconnus, cèlebres humoristes francesos, ho evoquen en la seva cançó C'est ton destin, caricaturant un grup de rap dels afores.
Les estacions són utilitzades de vegades com a lloc d'exposició temporal. Així una exposició sobre el dibuix animat Arthur et les Minimoys va tenir lloc del 27 de novembre al 2 de desembre de 2006 a l'estació Auber. A l'estació de Luxembourg, una exposició de fotografies sobre les favelas organitzada en el marc de l'any del Brasil va tenir lloc del 23 de setembre al 31 de desembre de 2005.
Una escultura en bronze de Pierre-Yves Trémois titulada «Énergies» és exposada a l'estació de Châtelet - Les Halles de manera permanent des de 1977.
En argot, l'RER ha estat de vegades denominat «Reu-Reu» o « Reur ».